# 런던 콜걸, 벨
《런던 콜걸, 벨》(Secret Diary of a Call Girl)은 2007년부터 2011년까지 ITV2가 방영한 영국의 텔레비전 드라마이다. 총 4 시즌 32 편의 이 드라마는 런던에서 실제 고급 콜걸로 일하면서 블로거로 활동했던 필명 벨 드 주르(Belle de Jour)의 블로그와 그녀의 책 (The Intimate Adventures of a London Call Girl)을 원작으로 한다.
이 시리즈의 작가는 루시 프레블 (Lucy Prebble)로서 The Sugar Syndrome과 ENRON의 작가이기도 하다. 비평가들은 이 시리즈를 섹스 앤 더시티 (Sex and the City)와 많이 비교하는데, 그 이유는 성(Sex)에 대해 유머러스하게 접근했기 때문이다.
시즌별 8개의 에피소드로 구성되었으며, 영국에서 시즌 1은 2007년 9월 27일 목요일 오후 10시에, 시즌 2는 2008년 9월 11일 목요일 오후 10시에, 시즌 3은 2010년에, 시즌 4는 2011년에 방송되었다.
한국에서는 XTM에서 2008년 1월 12일 토요일 밤 12부터 첫 번째 시즌을 방영했다.

## 배경
타이거 애스펙트 프로덕션과 드라마를 공동 제작한 실버애플스 미디어(아브릴 맥로리와 폴 듀앤)은 블로그의 권리를 구입하였다. 드라마는 초기에는 채널4에서 기획되었지만 채널4에서는 계획을 넘겼고, 이를 ITV에서 넘겨받아 방영하였다.
드라마의 주제곡은 에이미 와인하우스의 "You Know I'm No Good"이다.

## 줄거리
런던에서 평범한 삶을 사는 듯 보이는 한나 박스터 (Hannah Baxter)는 벨 (Belle)이라는 가명이 있다. 가족들과 친구들은 대학을 졸업하고 평범한 직장 생활을 하는 것으로 알지만, 사실 한나는 콜걸이라는 흔치않은 직업을 가지고 비밀스러운 이중생활을 한다. 이 드라마는 한나가 콜걸이라는 직업을 가지고 일상을 살아가며 겪는 복잡한 갈등과 충돌에 초점을 맞춘다. 그리고 그녀에겐 거의 모든 상황에서 도움과 조언을 주며 곁에 있는 남자 사람 친구 벤이 있다. 시즌 2에서는 밤비가 한나의 가까운 친구로 등장한다. 주인공 한나 (벨)은 극중에서 해설을 하기도 하는데, 종종 제4의 벽 기법을 사용하기도 한다. 시즌 1에서는 가벼운 스토리 전개를 보이지만 시즌 2를 지나면서  벨의 로맨스가 복잡해지고 고민도 점차 깊어진다.

## 캐릭터
빌리 파이퍼 (Billie Piper)가 연기하는 한나 벨 박스터는 젊고 매력적인 대학 졸업생으로, 벨이라는 가명을 쓰면서 자신을 성공한 상류층 에스코트라고 부르고 있다. 벨은 자신의 직업에 대해 친구와 가족에게 비밀로 하며, 야간에 법률 사무실에서 비서로 일한다고 말하지만, 그녀는 실제 자신의 직업을 완벽하게 즐기고 있다.
이도 골드버그 (Iddo Goldberg)가 연기하는 훈남 벤은 한나의 가장 친한 남자 사람 친구인데, 예전 대학시절에 사귀었던 사이다. 그는 런던의 바에서 매니저로 일하는데, 처음에는 한나의 직업에 대해서 알지 못한다. 그는 여자친구 바네사가 있지만, 한나와의 친구관계도 이어간다.
체리 런기 (Cherie Lunghi)가 연기하는 스테파니는 한나의 에이전트다. 그녀는 에이전시를 매우 성공적으로 운영하는데, 때때로 냉정하고 무정한 비지니스 우먼의 성격을 보여준다.
애슐리 매더퀴 (Ashley Madekwe)가 연기하는 밤비는 시즌 2부터 등장하는데, 순진하게 에스코트 일을 벨에게 배우면서 훗날 벨과 친한 친구가 된다. 그녀는 어려운 시절을 보냈으며 에스코트는 순전히 돈을 벌기 위해 하는 일이다.
칼럼 블루 (Callum Blue)가 연기하는 알렉스는 벨이 고객으로 착각해서 만나게 된 의사로 시즌 2에 등장한다. 벨을 처음 만난 순간 그녀의 매력에 빠지지만, 그녀가 에스코트라는 사실은 알지 못한다.
제임스 다시 (James D'Arcy)가 연기하는 던컨은 벨이 베스트셀러 작가가 된 뒤에 만난 출판사 직원인데, 처음엔 철저하게 업무적인 관계로 만나지만, 한나는 시간이 지나면서 감정을 느낀다.
릴리 제임스 (Lily James)가 연기하는 파피는 시즌 4에 출연하는 스테파니의 딸인데, 그녀는 자신의 엄마가 어떤 일을 하는지 알지 못한다.
젬마 챈 (Gemma Chan)이 연기하는 샬롯은 한나가 함께 일하는 에스코트 중 한 명인데, 불친절하고 고집이 세며 자신이 원하는 것이면 무엇이든 손에 쥐는 성격이다.

## 국가별 방송사
캐나다에서는 쇼케이스에서 2007년 11월 22일부터 방영되었다.
미국에서는 쇼타임사가 추가적인 12개의 에피소드에 대한 약속과 함께 30분짜리 8개의 에피소드로 이루어진 첫 시즌을 2008년 6월부터 방영할 예정이다. 쇼타임사의 회장인 로버트 그린블라트는 초기에는 포맷 권리를 구입해 미국 배우들이 배역을 맡아 미국판 시리즈를 만드는 것을 고혀했지만, 결국 원판이 훌륭하다고 결정했다. 그린블라트는 또한 "편하게 나체 연기를 할 미국 여배우를 찾기가 매우 힘들었다."라는 말을 덧붙였다.
스웨덴에서는 채널 5에서 2008년 4월 초 방영을 시작하였다..
이스라엘에서는 예스 스타 1이 "고급 콜걸의 비밀 고백"이란 이름으로 2008년 4월 6일 방영을 시작하였다.
뉴질랜드에서는 프라임에서 2008년 5월 1일 목요일 오후 9시 30분에 방영을 시작했다.
라틴 아메리카에서는 VH1에서 "어느 창녀의 일기(Diario de una Prostituta)"라는 이름으로 2008년 5월 5일 월요일 오후 10시에 방영을 시작했다.
프랑스에서는 테바에서 2008년 5월 10일 방영을 시작했다.
오스트레일리아에서는 나인 네트워크 두 에피소드를 한 시간짜리로 묶어 2008년 9월 2일부터 방영하였다.
벨기에서는, 비타야에서 2008년 9월 6일 방영을 시작했다.
네덜란드에서는 RTL5에서 2008년 9월 23일 방영을 시작했다.
폴란드에서는 폭스 라이프 2008년 11월 14일 방영을 시작했다.
슬로베니아에서는 TV3가 2008년 11월 29일 방영할 예정이다.